# Rittergut Bug

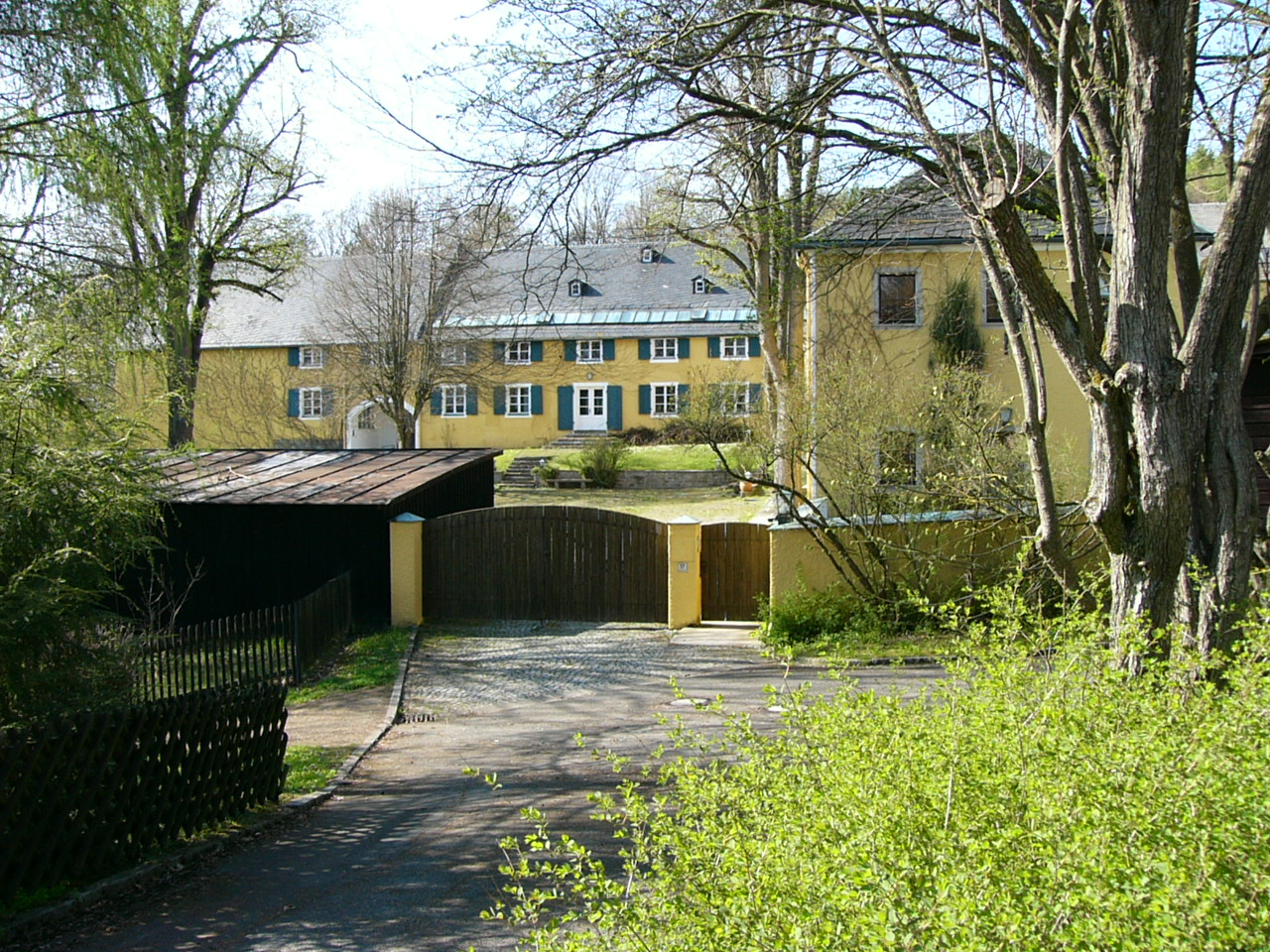
Frontansicht des heutigen Anwesens

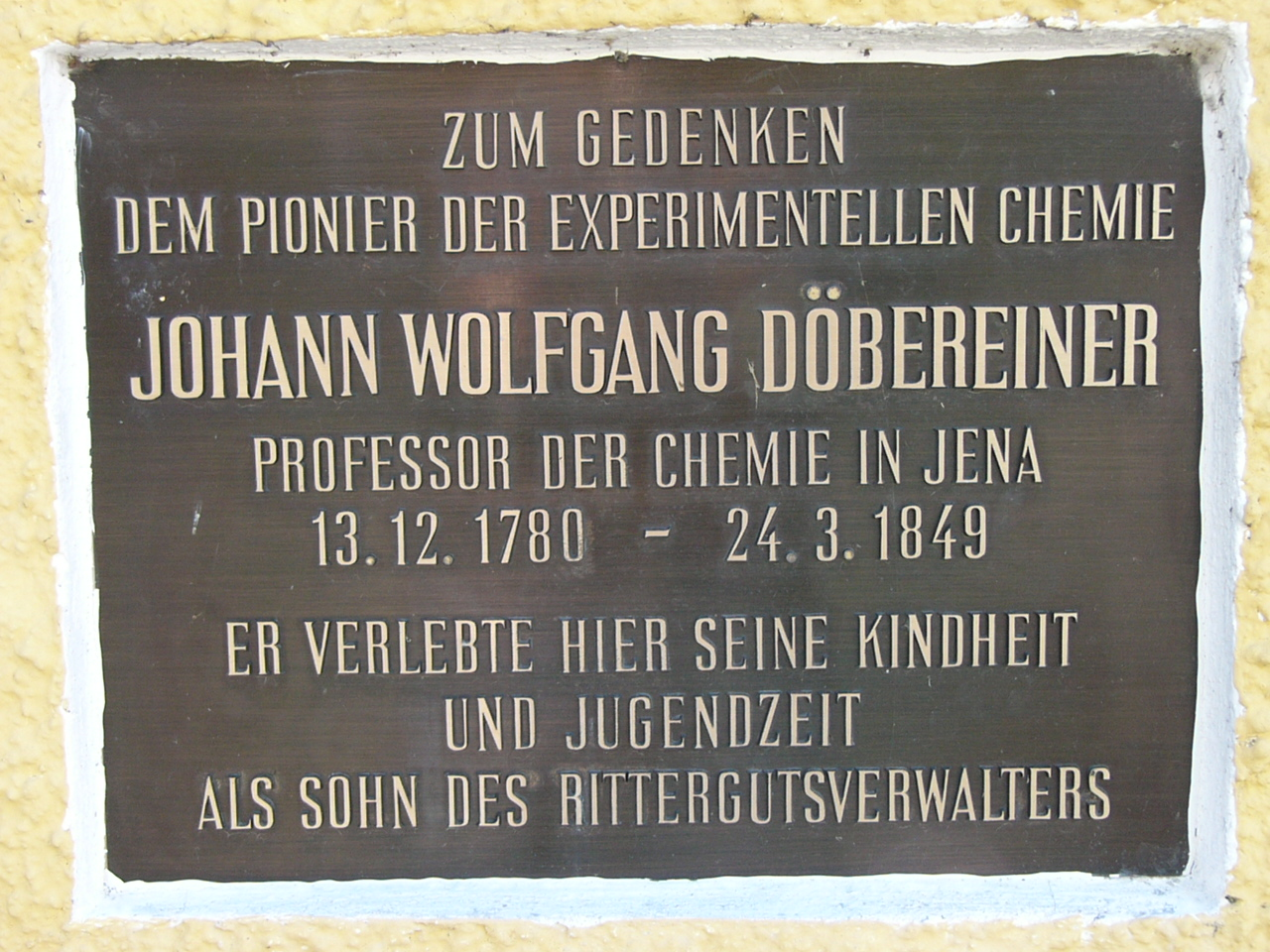
Gedenktafel für Johann Wolfgang Döbereiner

Das Rittergut Bug war ein Rittergut in Bug, heute Teil der Gemeinde Weißdorf. Nach Vorgängerbauten folgte dem Rittergut Ende des 18. Jahrhunderts ein Schloss, das noch als umfangreicher Gutsbesitz besteht.

## Geschichte
Die Entwicklung von wehrhaften Ansitzen in Bug begann mit der Turmhügelanlage Turmhügel Hinterer Buberg auf dem Bugberg und einer weiteren Anlage im Dorf, die wegen kaum mehr sichtbarer Spuren im Gelände als Burgstall zu bezeichnende Burg Bug ist. Beide Anlagen sind schwer zu datieren, nach der Siedlungsgeschichte der Region stammen sie aus dem 12. oder einem späteren Jahrhundert. Solche Turmhügel hatten für die Rodungsherren Schutz- und Repräsentationscharakter, im Falle von Bug ist eine Sicherung der mittelalterlichen Fernstraße über Weißdorf und Schwarzenbach an der Saale und einer Furt an der Saale in Richtung Wulmersreuth anzunehmen. Im Dorf wurde 1502 mehrmals eine steinerne Kemenate erwähnt.
Anfang des 14. Jahrhunderts erschien die Familie von Sparneck als Besitzer in Bug. Der Herrensitz bestand aus einem herrschaftlichen Gutshof und einer Mühle. Der Ansitz befand sich im Unterschied zum heutigen Standort des Gutes auf der gegenüberliegenden Straßenseite, auf dem 1980 ein Spielplatz angelegt wurde; dabei verschwanden letzte Geländespuren. Nur im Nordosten ist der Abschnitt eines Grabens erhalten geblieben. Norbert Goßler geht davon aus, dass der Herrensitz beim Einfall der Hussiten 1430 bzw. im Fränkischen Krieg 1523 zerstört wurde, da vorhandene Gebäude später unbewohnt blieben und Bug von den Verwüstungen in der Umgebung sicher nicht verschont blieb. Ein Rätsel verbindet sich mit der Burg Weytzndarff (siehe Wandereisen-Holzschnitte von 1523) – viele Gründe sprechen für die Annahme, sie mit dem Rittergut in Bug gleichzusetzen, darüber gibt es jedoch keine Gewissheit. Das Rittergut wurde Ende des 16. Jahrhunderts mit Steinen der alten Anlage und der Burg Uprode aufgebaut und war wenig später mit einer Schäferei verbunden.
Die Ritter von Sparneck in der Weißdorfer Linie sind noch bis 1590 mit umfangreichen Besitzungen in Bug nachweisbar. Da sie immer wieder das Rittergut und ihren Besitz an die Burggrafen von Nürnberg bzw. die späteren Markgrafen verpfändeten, wurden auch weitere Personen kurzfristig mit Besitz in Bug belehnt. 1590 erbte die verwandte Familie von Tettau den Besitz einschließlich der benachbarten Burg Uprode und behielt ihn bis in die Mitte des 17. Jahrhunderts. Weitere namhafte Familien, wie die von Lindenfels und die von Schönburg-Waldenburg folgten.
1783 brach Johann Georg August Friedrich von Lindenfels nach dem Bericht von Helfrecht die Reste des Rittergutes ab und errichtete in unmittelbarer Nähe eine Schlossanlage. Der Chemiker Johann Wolfgang Döbereiner wuchs dort als Sohn des Gutsverwalters auf. Anfang des 19. Jahrhunderts wurde das Schloss bereits wieder als baufällig bezeichnet. Es war in zwei Hälften geteilt und es wechselten die Besitzer. Die Anlage ging 1848 an die Familie von Schönburg über und fiel 1884 einem Brand zum Opfer. Die Summe der Brandversicherung wurde aber nicht für den Wiederaufbau, sondern zur Errichtung des Jagdschlosses Fahrenbühl verwendet. Dennoch blieben der Südflügel und ein später baulich verändertes Torhaus bestehen. In einem der Nebengebäude des Schlossgutes hat man erst 1961 ein freigelegtes Kreuzgratgewölbe über Gurten in das 16. Jahrhundert datiert. 1881 wurde ein Schatz gefunden, den die Schlossbesitzer in der Zeit des Dreißigjährigen Krieges vergraben hatten.
Eine Blüte erlebte der Betrieb von Otto Stritzel im Zweiten Weltkrieg. Er verband die Schäferei mit einer Weberei und fertigte mit bis zu 300 Beschäftigten hochwertige Textilien. 1972 musste der Betrieb aus wirtschaftlichen Gründen schließen.
Lothar Ulsamer, der das Rittergut 1998 kaufte, ist der 40. Besitzer seit Bestehen des Gutes. Er betreibt seit vielen Jahren die benachbarte Schäferei und hat das Gelände in seinen Betrieb eingegliedert.